# Pennatuloidea
Pennatuloidea é uma superfamília de corais, chamados popularmente de plumas-do-mar ou corais moles, da ordem Scleralcyonacea, subclasse Octocorallia, classe Anthozoa.

## Famílias
Seguem as famílias da superfamília:
- Anthoptilidae (Kölliker, 1880)
- Balticinidae (Balss, 1910)
- Chunellidae (Kükenthal, 1902)
- Echinoptilidae (Hubrecht, 1885)
- Funiculinidae (Gray, 1870)

Epifamília 
- Gyrophyllidae (López-González,Drewery & Williams, 2022)
- Kophobelemnidae (Gray, 1860)
- Pennatulidae (Ehrenberg, 1834)
- Protoptilidae (Kölliker, 1872)
- Pseudumbellulidae (López-González in López-González & Drewery, 2022)
- Renillidae (Gray, 1870)
- Scleroptilidae (Jungersen, 1904)
- Stachyptilidae (Kölliker, 1880)
- Umbellulidae (Kölliker, 1880)
- Veretillidae (Herklots, 1858)
- Virgulariidae (Verrill, 1868)